# Rue de la Terrasse
Ne doit pas être confondu avec Chemin de la Terrasse.
La rue de la Terrasse est une voie du 17e arrondissement de Paris, en France.

## Situation et accès

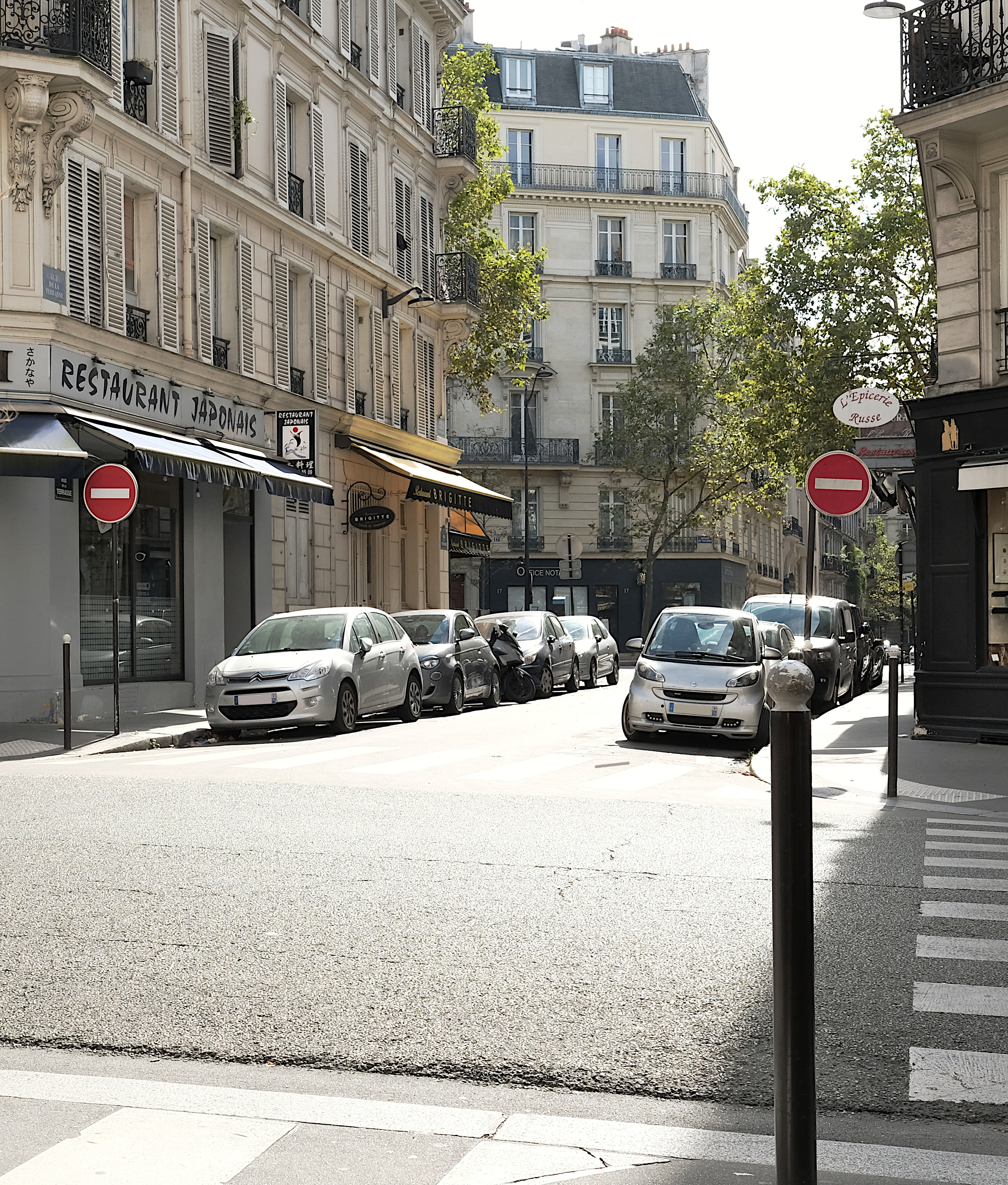
La rue de la Terrasse vue de la rue de Tocqueville.

La rue de la Terrasse est une voie publique située dans le 17e arrondissement de Paris. Elle débute au 96, boulevard Malesherbes et se termine au 33, rue de Lévis.

## Origine du nom
Cette voie porte ce nom car elle est située sur l'emplacement d'une pièce de terre autrefois dénommée « chantier de la Terrasse » qui appartenait au Château de Monceau.

## Historique

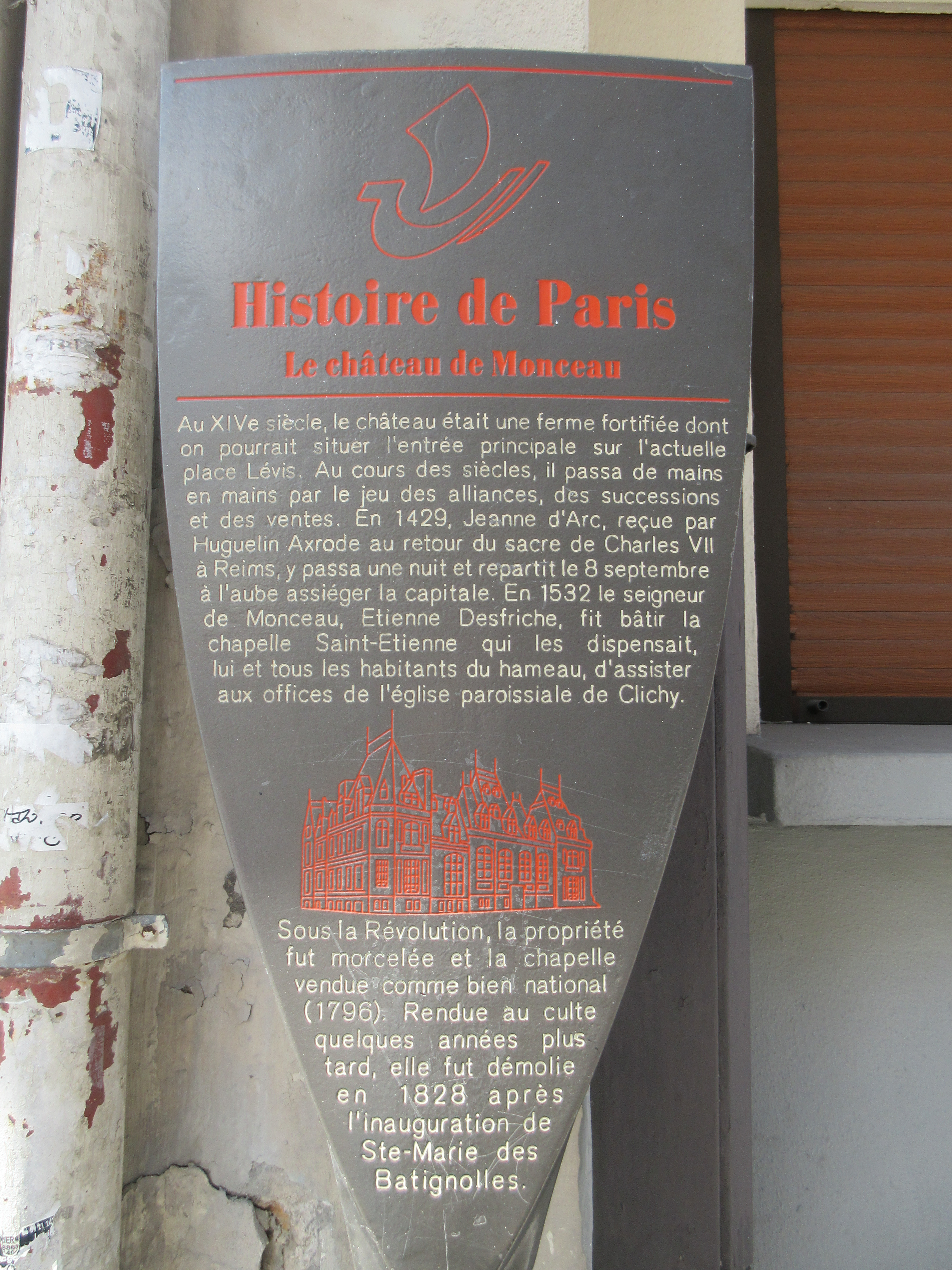
Panneau Histoire de Paris-Château de Monceau (Paris)

Cette voie de l'ancienne commune des Batignolles est tracée sur le plan de Jouvin de Rochefort de 1672.
Étienne Desfriches, seigneurs de Montceau fait construire dans l'enceinte du château de Monceau à l'angle des actuelles rues de la Terrasse et de Tocqueville une chapelle, consacrée en 1529, et qui fut utilisée par les habitants du village de Monceau jusqu'en 1828.
Elle faisait, au XIXe siècle, un retour d'équerre et aboutissait à la rue de Chazelles. Elle est classée dans la voirie parisienne par un décret du 23 mai 1863.

## Bâtiments remarquables et lieux de mémoire
- Château de Monceau (Paris)
- N° 8bis Immeuble d' Henri Preslier et Germain Dorel architectes, 1924. Dans la cour, immeuble dont un des deux escaliers, sans ascenseur, est en plein air.

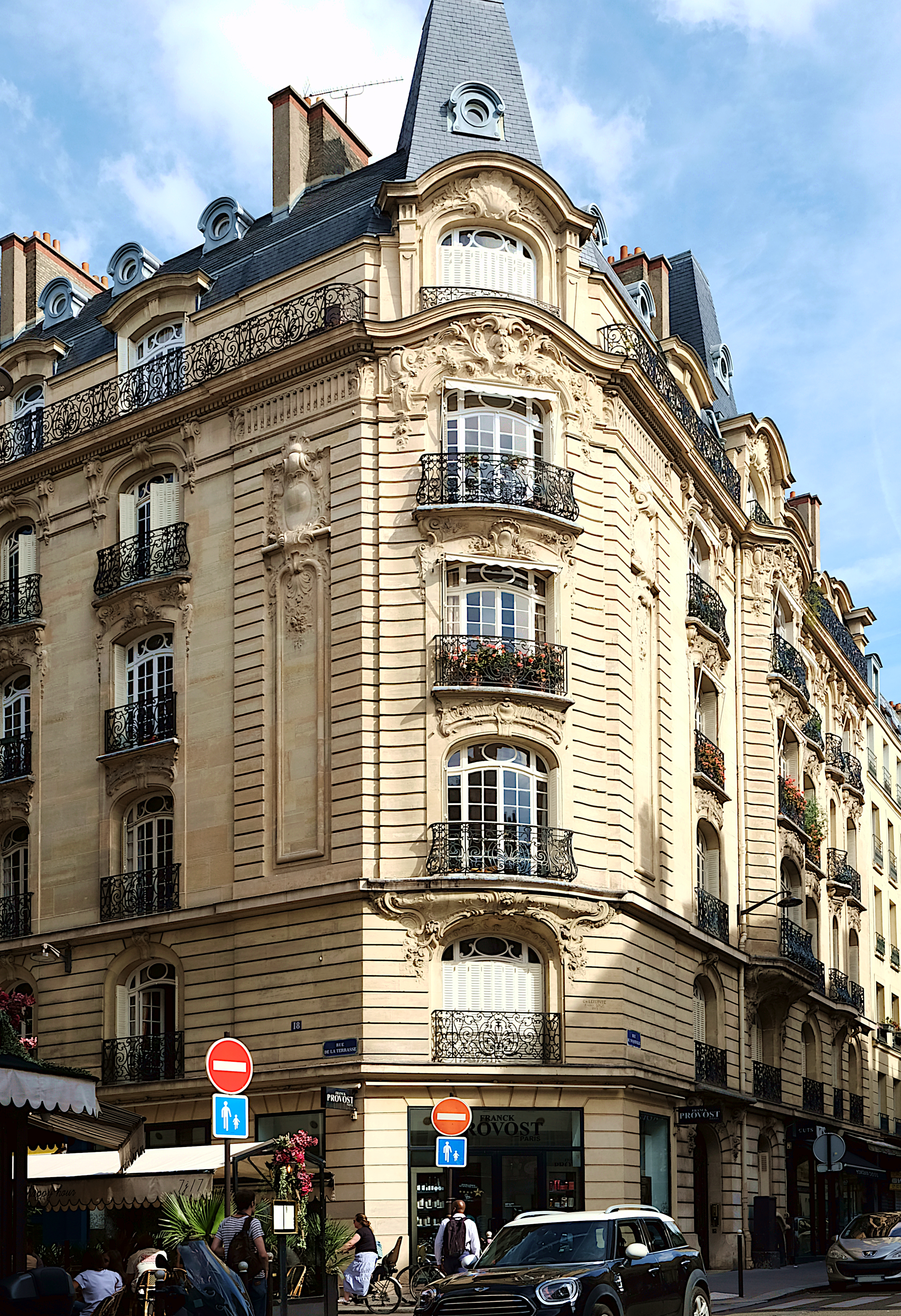
N° 16 et 18 : immeuble d'angle des rues Tocqueville (n°8) et de la Terrasse (n°16 ou 18) de l'architecte Charles Lefebvre (1902).
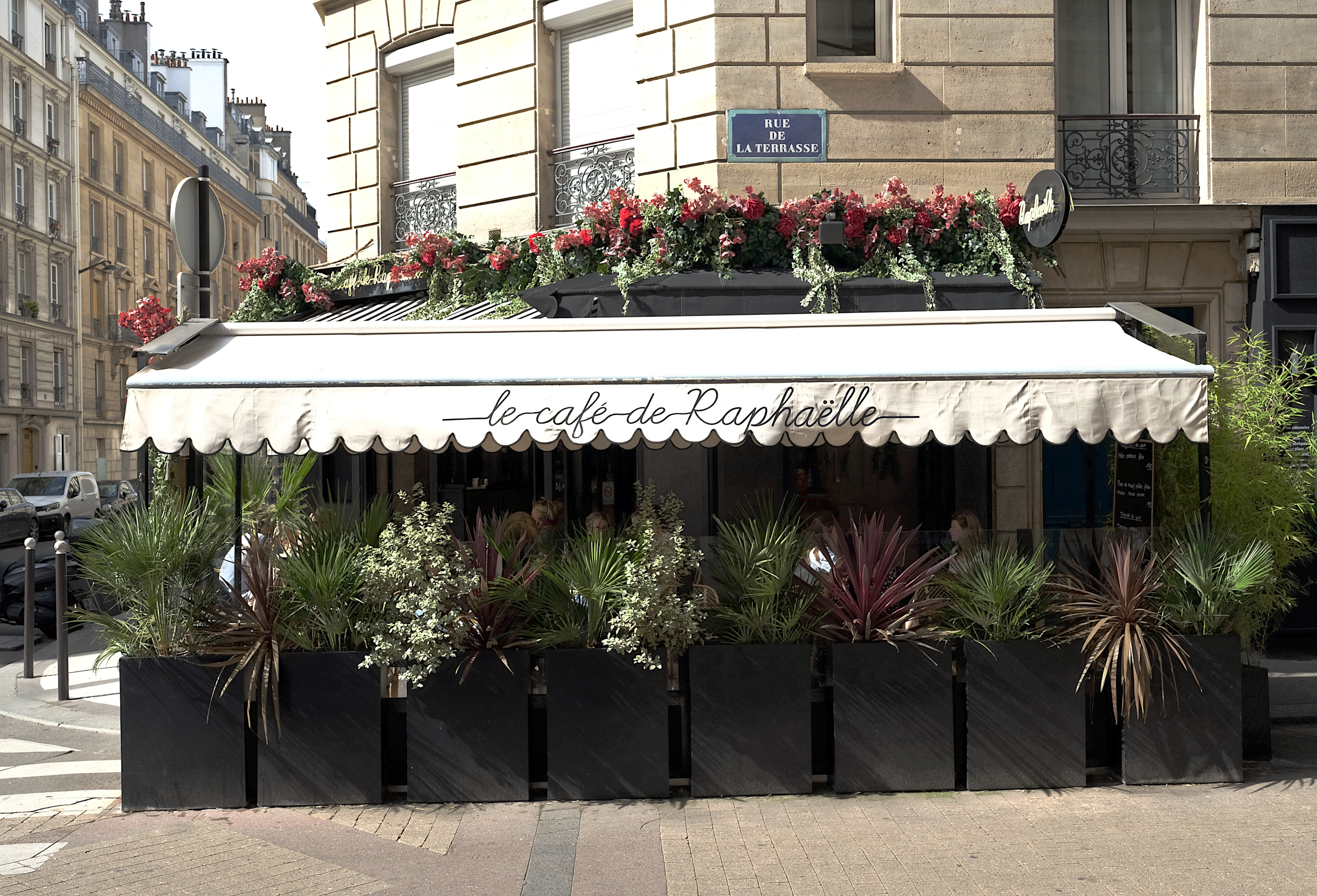
Café "Le café de Raphaëlle".

- N° 16 et 18 : immeuble d'angle des rues Tocqueville (n°8) et de la Terrasse (n°16 ou 18) de l'architecte Charles Lefebvre (1902).
- Café "Le café de Raphaëlle".